# Grubbsjön (Ytterhogdals socken, Hälsingland)
Grubbsjön är en sjö i Härjedalens kommun i Hälsingland och ingår i Ljungans huvudavrinningsområde. Sjön har en area på 0,91 kvadratkilometer och ligger 324,9 meter över havet. Sjön avvattnas av vattendraget Älgtjärnsån.

## Delavrinningsområde
Grubbsjön ingår i det delavrinningsområde (690188-147144) som SMHI kallar för Mynnar i Stavsjön. Medelhöjden är 356 meter över havet och ytan är 33,18 kvadratkilometer. Det finns inga avrinningsområden uppströms utan avrinningsområdet är högsta punkten. Älgtjärnsån som avvattnar avrinningsområdet har biflödesordning 3, vilket innebär att vattnet flödar genom totalt 3 vattendrag innan det når havet efter 178 kilometer. Avrinningsområdet består mestadels av skog (73 procent) och sankmarker (16 procent). Avrinningsområdet har 1,01 kvadratkilometer vattenytor vilket ger det en sjöprocent på 3,1 procent.